# Goera digitata
Goera digitata là một loài trong họ Goeridae. Chúng phân bố ở miền Ấn Độ - Mã Lai.